# ألكسندر الثاني (بابا)
البابا إسكندر الثاني (توفي في 21 أبريل 1073) هو بابا الكنيسة الرومانية الكاثوليكية بين عامي 1061 و1073. ولد في ميلانو، وكان اسمه قبل البابوية أنسيلمو دا باجيو. انتخب للبابوية وفقاً لمرسوم سنة 1059، ولم يوافق انتخابه رضا البلاط الإمبراطوري في ألمانيا، الذي كان قد رشح شخصاً آخر للبابوية هو الأسقف كادالوس، أسقف بارما.